# Liliana Solomon
Liliana Solomon (născută Liliana Pop la Cluj-Napoca) era directoarea Vodafone România între noiembrie 2005 și 2010. Fostă componentă a echipei naționale de tenis a României între anii 1979-1983, Solomon a emigrat în anul 1989 în Germania.

## Studii
Liliana Solomon a studiat la liceul „Nicolae Bălcescu” din Cluj-Napoca, absolvind în anul 1983. Solomon a urmat cursurile Facultății de Fizică din cadrul Universității „Babeș-Bolyai” (UBB), unde terminat ca șefă de promoție.
- 1983-1987 Universitatea din Cluj-Napoca, Facultatea de Fizică (șefă de promoție)
- 1987-1989 Universitatea din Cluj-Napoca, Doctorat în Fizică
- 1994-1995 INSEAD, Fontainebleau - Franța, MBA (Master of Business Administration)

### Teza de doctorat
Studiul comportării magnetice a sistemelor binare și ternare α -(Cr2O3-Al2O3); α -(Cr2O3-Al2O3); α -(Fe2O3-Al2O3) și α -(Cr2O3-Fe2O3-Al2O3) (1992)

## Activitate profesională
- 1990 Cercetător la Institutul de Fizică Aplicată Heinrich-Heine din Düsseldorf
- 1991-1994 Project Manager la Company Générale d'Informatique, (IBM Group), Langenfeld (Germania)
- 1995-1997 Director de Planificare Financiară la compania de telecomunicații o.tel.o communications GmbH, Düsseldorf
- 1997-1999 Vicepreședinte pe probleme financiare la divizia de clienți mari o.tel.o communications GmbH, Düsseldorf
- 1999-2000 Vicepreședinte executiv al diviziei de management în cadrul companiei Deutsche Telekom AG (DT), Bonn
- 2000-2004 Director financiar al companiei T-Mobile, Londra
- 2004-2005 Director financiar al companiei Cable&Wireless Plc, Londra
- 2005-prezent Director executiv (CEO) al Vodafone România